# 日本橋三井塔
35°41′13″N 139°46′23″E / 35.68694°N 139.77306°E
日本桥三井塔楼大厦（日语：日本橋三井タワー）是位於日本东京都中央区日本橋室町的摩天大楼。于2005年7月29日竣工，是日本桥地区的标志性建筑，由美国建筑设计师西萨·佩里设计。低楼层部分与三井本馆（重要文化财）相邻。30楼～38楼为最早进入日本的最高级酒店文华东方酒店东京。5楼～28楼为办公区域。

## 主要入住者
- 三井不動產
- 千疋屋總本店
- 電化（日语：デンカ）
- 東麗
- 中外製藥
- 東京文華東方酒店

以及三井集團的相關企業。

## 前往方法
- 银座线・半藏门线三越前站(A7出口・A8出口)直达
- 总武线新日本桥站步行3分钟
- 山手线神田站步行7分钟

## 関連項目
- 三井本館